# Liste der Naturdenkmale in Langenenslingen
| Naturdenkmale | Anzahl |
| ------------- | ------ |
| FND           | 2      |
| END           | 32     |
| Gesamt        | 34     |

Die Liste der Naturdenkmale in Langenenslingen nennt die verordneten Naturdenkmale (ND) der im baden-württembergischen Landkreis Biberach liegenden Gemeinde Langenenslingen. In Langenenslingen gibt es insgesamt 34 als Naturdenkmal geschützte Objekte, davon 2 flächenhafte Naturdenkmale (FND) und 32 Einzelgebilde-Naturdenkmale (END).
Stand: 1. November 2016.

## Flächenhafte Naturdenkmale (FND)
| Name                     | Bild | Kennung     | Einzelheiten    | Position | Fläche Hektar | Datum         |
| ------------------------ | ---- | ----------- | --------------- | -------- | ------------- | ------------- |
| Steinbruch Ittenhausen   | BW   | 84260670032 | Langenenslingen | ⊙        | 5,0           | 20. Juli 1989 |
| Vogelbeeralle            | BW   | 84260670034 | Langenenslingen | ⊙        | 0,7           |               |
| Legende für Naturdenkmal |      |             |                 |          |               |               |

## Einzelgebilde (END)
| Name                                                         | Bild | Kennung     | Einzelheiten    | Position | Fläche Hektar | Datum         |
| ------------------------------------------------------------ | ---- | ----------- | --------------- | -------- | ------------- | ------------- |
| Friedenslinde bei der Kirche in Egelfingen                   | BW   | 84260670029 | Langenenslingen | ⊙        | 0,0           |               |
| Rotbuche mit Buchengruppe (2 Bäume)                          | BW   | 84260670020 | Langenenslingen | ⊙        | 0,0           | 30. Okt. 1952 |
| Altlinde im Ort                                              | BW   | 84260670024 | Langenenslingen | ⊙        | 0,0           | 25. März 1935 |
| Linde am Kreuzweg in Andelfingen                             | BW   | 84260670002 | Langenenslingen | ⊙        | 0,0           | 1. Juni 1971  |
| Linde im Rosslet                                             | BW   | 84260670016 | Langenenslingen | ⊙        | 0,0           |               |
| Linde vor dem Friedhof in Andelfingen                        | BW   | 84260670001 | Langenenslingen | ⊙        | 0,0           |               |
| Linde                                                        | BW   | 84260670019 | Langenenslingen | ⊙        | 0,0           | 30. Okt. 1952 |
| Linden am Heerweg in Emerfeld                                | BW   | 84260670005 | Langenenslingen | ⊙        | 0,0           | 1. Juni 1971  |
| Linden am Schlosstor von Wilflingen                          |      | 84260670033 | Langenenslingen | ⊙        | 0,0           | 22. Juni 1995 |
| Linden bei Hackers Kreuz, Gem. Emerfeld, Richt.Inneringen    | BW   | 84260670006 | Langenenslingen | ⊙        | 0,0           |               |
| Pfarrlinde im Kaplaneigarten                                 | BW   | 84260670021 | Langenenslingen | ⊙        | 0,0           | 25. März 1935 |
| Rotbuche zwischen Emerfeld und Ittenhausen                   | BW   | 84260670007 | Langenenslingen | ⊙        | 0,0           |               |
| Sommerlinde am Wegkreuz                                      | BW   | 84260670028 | Langenenslingen | ⊙        | 0,0           |               |
| Vogelbeerallee bei Einöde Ohnhülben                          | BW   | 84260670003 | Langenenslingen | ⊙        | 0,0           |               |
| Zimmerbuche am Bingener Weg, Gem. Billafingen                | BW   | 84260670030 | Langenenslingen | ⊙        | 0,0           |               |
| 1 Christuslinde (Riedlinde) nördl.Ortsende v.Langenenslingen | BW   | 84260670022 | Langenenslingen | ⊙        | 0,0           |               |
| 1 Eichberglinde süd-westl. von Langenenslingen               | BW   | 84260670026 | Langenenslingen | ⊙        | 0,0           | 25. März 1935 |
| 1 Eiche am Heusteig, Gem. Emerfeld                           | BW   | 84260670010 | Langenenslingen | ⊙        | 0,0           |               |
| 1 Eiche am Kriegerdenkmal von 1870                           | BW   | 84260670027 | Langenenslingen | ⊙        | 0,0           | 25. März 1935 |
| 1 Friedenseiche am Egelfinger Weg, Gem. Billafingen          | BW   | 84260670031 | Langenenslingen | ⊙        | 0,0           | 25. März 1935 |
| 1 Linde am Fußweg zum Rosslet, Gem.Friedingen                | BW   | 84260670014 | Langenenslingen | ⊙        | 0,0           |               |
| 1 Linde an der Billafinger Straße                            | BW   | 84260670025 | Langenenslingen | ⊙        | 0,0           |               |
| 1 Linde an der Straße nach Emerfeld                          | BW   | 84260670013 | Langenenslingen | ⊙        | 0,0           |               |
| 1 Linde auf dem Spielberg                                    |      | 84260670011 | Langenenslingen | ???      | 0,0           |               |
| 1 Linde beim Waaghaus in .Emerfeld                           | BW   | 84260670009 | Langenenslingen | ⊙        | 0,0           | 30. Okt. 1959 |
| 1 Linde neben der Pfarrscheuer in Emerfeld                   |      | 84260670008 | Langenenslingen | ⊙        | 0,0           |               |
| 1 Linde nordwestlich von Friedingen                          | BW   | 84260670015 | Langenenslingen | ⊙        | 0,0           |               |
| 1 Linde vor der Kapelle in Ittenhausen                       | BW   | 84260670018 | Langenenslingen | ⊙        | 0,0           | 1. Juni 1971  |
| 1 Steinkreuzlinde an der Straße nach Wilflingen              | BW   | 84260670023 | Langenenslingen | ⊙        | 0,0           |               |
| 2 Eichen an der Straße nach Emerfeld                         | BW   | 84260670012 | Langenenslingen | ⊙        | 0,0           |               |
| 2 Linden bei der Kapelle am Brennenbühl                      | BW   | 84260670017 | Langenenslingen | ⊙        | 0,0           | 1. Juni 1971  |
| 2 Linden vor der Kirche                                      | BW   | 84260670004 | Langenenslingen | ⊙        | 0,0           |               |
| Legende für Naturdenkmal                                     |      |             |                 |          |               |               |